# Список шельфовых ледников Антарктиды

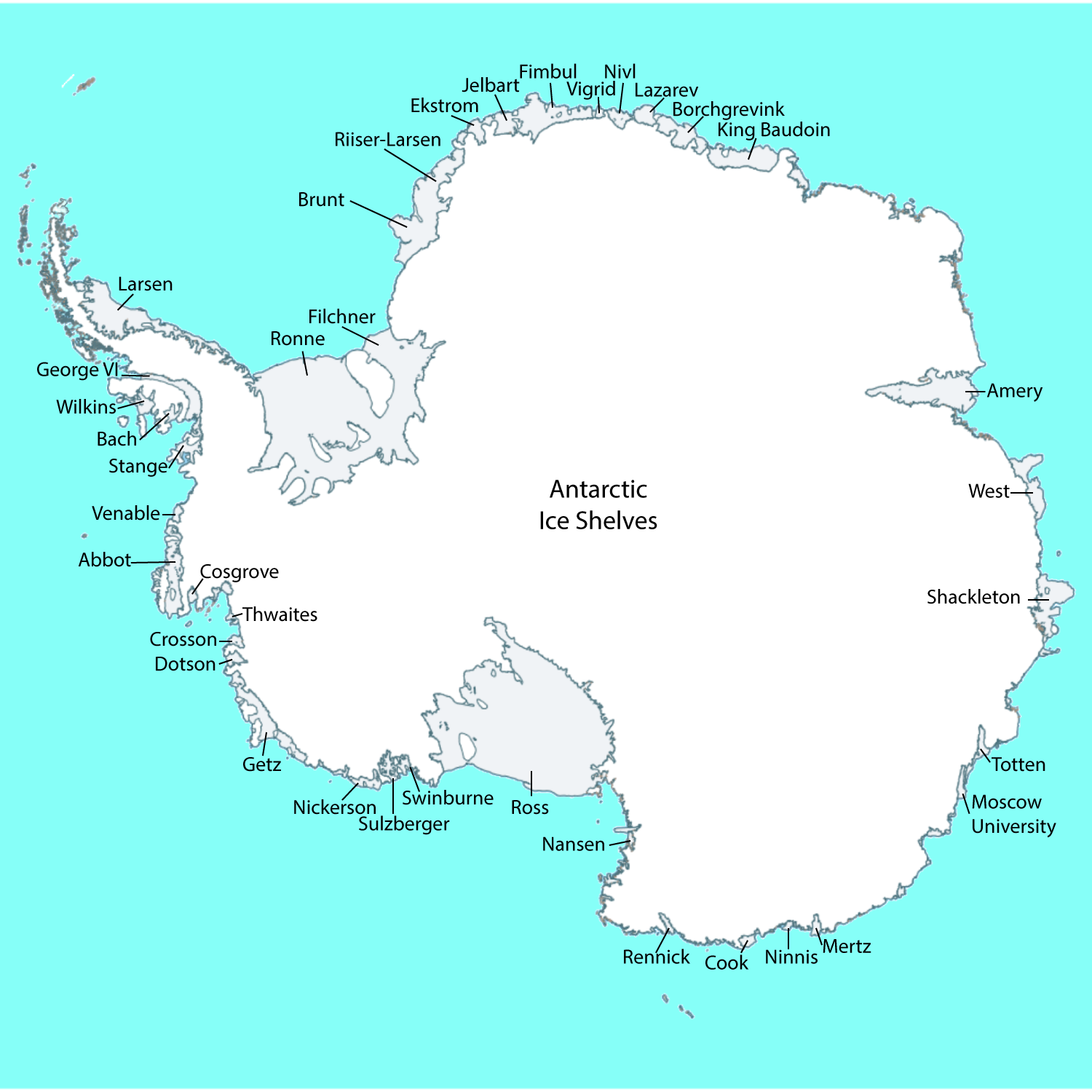
Антарктические шельфовые ледники

Крупнейшие шельфовые ледники Антарктиды.
Росса (472960 км²)
Ронне-Фильхнера (422420 км²)
Эймери (62620 км²)
Ларсена (48600 км²)
Рисер-Ларсена (48180 км²)
Фимбул (41060 км²)
Шеклтона (33820 км²)
Георга VI (23880 км²)
Западный (16370 км²)
Уилкинса (13680 км²)

Шельфовые ледники Антарктиды прилегают к значительной части береговой линии Антарктики. Их общая площадь составляет 1 541 700 км². Имена также перечислены в Научном комитете по антарктическим исследованиям.

## Шельфовые ледники
Районы шельфового ледника перечислены ниже по часовой стрелке, начиная с запада Восточной Антарктиды:
| - Шельфовый ледник Фильхнера - Шельфовый ледник Бранта - Шельфовый ледник Рисер-Ларсена - Кварцевый шельфовый ледник - Шельфовый ледник Экстрема - Шельфовый ледник Джелбарт - Шельфовый ледник Беллинсгаузена - Шельфовый ледник Вигрид - Шельфовый ледник Нивл - Шельфовый ледник Лазарева - Шельфовый ледник короля Бодуэна - Шельфовый ледник Ханнана - Зубчатый шельфовый ледник - Шельфовый ледник Вайерса - Шельфовый ледник Эдуарда VIII - Шельфовый ледник Эймери - Публикации шельфового ледника - Западный шельфовый ледник |  | - Шельфовый ледник Шеклтона - Ледник Тоттена - Шельфовый ледник Московского университета - Шельфовый ледник Воейкова - Шельфовый ледник Ниннис - Шельфовый ледник Кука - Шельфовый ледник Ренника - Шельфовый ледник Славы - Шельфовый ледник Джиллетта - Нансеновский ледниковый покров - Шельфовый ледник Мак-Мердо - Шельфовый ледник Росса - Шельфовый ледник Суинберн - Шельфовый ледник Сульцбергера - Шельфовый ледник Никерсона - Шельфовый ледник Гетца - Шельфовый ледник Дотсона |  | - Шельфовый ледник Кроссона - Шельфовый ледник Туэйтса - Шельфовый ледник Косгроув - Шельфовый ледник Эббота - Обитаемый шельфовый ледник - Шельфовый ледник Штанге - Шельфовый ледник Баха - Шельфовый ледник Георга VI - Шельфовый ледник Уилкинса - Шельфовый ледник Ворди † - Шельфовый ледник Джонса † - Шельфовый ледник Мюллера † - Шельфовый ледник принца Густава † - Шельфовый ледник Ларсена † (Larsen A) - Шельфовый ледник Фильхнера |

† Указывает на то, что шельфовый ледник разрушился.